# Campodorus fraudator
Campodorus fraudator là một loài tò vò trong họ Ichneumonidae.